# Hans-Günther Simon
Hans-Günther Simon (* 12. Juli 1925 in Bad Nauheim; † 26. März 1991 ebenda) war ein deutscher Althistoriker und Provinzialrömischer Archäologe.

## Leben
Im Jahr 1944 erhielt Simon sein Reifezeugnis und begann noch kurz vor dem Ende des Zweiten Weltkriegs mit seinem Studium an der Universität Marburg zur Alten Geschichte, Klassischen Archäologie und Vorgeschichte. Am 17. Dezember 1952 wurde er promoviert und erhielt anschließend von Juni bis Dezember 1953 ein Assistenten-Stipendium der Deutschen Forschungsgemeinschaft und für 1954 das Reisestipendium der Kommission für Alte Geschichte und Epigraphik des Deutschen Archäologischen Instituts. Er wurde im Sommersemester 1955 Wissenschaftlicher Assistent am Lehrstuhl für Archäologie der Universität Erlangen, orientierte sich dann aber schon ab Herbst 1955 beruflich um und trat als selbständiger Kaufmann in das Geschäft seines Vaters ein. Seine Leidenschaft für die Archäologie ließ ihn jedoch nicht los und er kehrte nach kurzer Zeit wieder in seinen ursprünglichen Beruf zurück, wobei er von seiner Frau Gertrud tatkräftig unterstützt wurde, die unter anderem Fundzeichnungen anfertigte.
In dieser Zeit begann auch die fruchtbare Zusammenarbeit und Freundschaft mit dem Prähistoriker Hans Schönberger (1916–2005). Während des Baus einer Mittelpunktschule bei Rödgen entdeckte ein archäologiebegeisterter praktischer Arzt aus Bad Nauheim im Juni 1960 zwei Spitzgräben. Bei den nun folgenden Ausgrabungen des Römerlagers Rödgen durch Schönberger sicherte Simon mit seiner Frau die Funde und Befunde und veröffentlichte das Fundmaterial in Band 15 der Limesforschungen. Er galt als Experte für Terra Sigillata und andere Gefäßkeramik, kannte sich nicht nur mit Münzen, Waffen oder Fibeln aus, sondern beherrschte auch den Umgang mit den schriftlichen Quellen. Der Althistoriker Klaus Bringmann ermunterte ihn, sich mit der Arbeit über das Römerlager Rödgen im Fach Alte Geschichte zu habilitieren. Nach dieser Habilitation, die am 4. Dezember 1975 an der Technischen Hochschule Darmstadt stattfand, nahm Simon mehrere Lehraufträge wahr. Am 14. April 1977 wurde er zum ordentlichen Mitglied des Deutschen Archäologischen Instituts gewählt.
Bereits während der Ausgrabung im Vicus des Kastells Langenhain 1987 und 1988 erkrankte er schwer. Der dort gemachte Fund eines bedeutenden Geschirrdepots sollte seine letzte Arbeit werden, doch er verstarb vor deren Vollendung. Diese und die Drucklegung besorgte seine Frau Gertrud Simon.

## Schriften (Auswahl)
- Historische Interpretationen zur Reichsprägung der Kaiser Vespasian und Titus. Dissertation Marburg 1952.
- mit Heinz-Jürgen Köhler u. a.: Ein Geschirrdepot des 3. Jahrhunderts. Grabungen im Lagerdorf des Kastells Langenhain (= Materialien zur römisch-germanischen Keramik 11), Römisch-Germanische Kommission des Deutschen Archäologischen Instituts zu Frankfurt am Main, Habelt, Bonn 1992, ISBN 3-7749-2556-9.
- mit Hans Schönberger: Die Kastelle in Altenstadt. (= Limesforschungen 22), Gebr. Mann, Berlin 1983, ISBN 3-7861-1295-9.
- mit Hans Schönberger: Das Kastell Okarben und die Besetzung der Wetterau seit Vespasian. (= Limesforschungen 19), Mann, Berlin 1980.
- mit Hans Schönberger: Römerlager Rödgen. (= Limesforschungen 15), Gebr. Mann, Berlin 1976.
- Bilderschüsseln und Töpferstempel auf glatter Ware. In: Dietwulf Baatz: Kastell Hesselbach und andere Forschungen am Odenwaldlimes. (= Limesforschungen 12), Gebr. Mann, Berlin 1973, ISBN 3-7861-1059-X
- Zur Anfangsdatierung des Kastells Pförring. In: Bayerische Vorgeschichtsblätter. 35, 1970, S. 94–105.
- Das Kleinkastell Degerfeld in Butzbach, Kr. Friedberg (Hessen). Datierung und Funde. In: Saalburg-Jahrbuch 25, 1968, S. 5–64.
- mit Dietwulf Baatz: Spuren der Ala Moesica Felix Torquata aus Obergermanien. In: Saalburg-Jahrbuch 25, 1968, S. 193–201.
- mit Hans Schönberger: Die mittelkaiserzeitliche Terra Sigillata von Neuß. In: Novaesium II (= Limesforschungen 7), Berlin 1966, S. 7–62.
- Terra Sigillata aus Köngen. In: Saalburg-Jahrbuch. Band 20, 1962, S. 8–44.